# Liste des archevêques de Cardiff
L'archevêque de Cardiff est un des cinq archevêques de l'Église catholique en Angleterre et au pays de Galles. Il a sous sa juridiction l'archidiocèse de Cardiff, dont le siège est la cathédrale Saint-David de Cardiff. Il est également le métropolitain de la province de Cardiff qui compte deux autres diocèses : Menevia et Wrexham.
Le titre d'archevêque de Cardiff existe depuis 1916. Les archevêques sont considérés comme les successeurs des vicaires apostoliques du district de Galles, puis des évêques de Newport et Menevia nommés depuis le rétablissement de la hiérarchie catholique en 1850. L'archevêque actuel, George Stack, est le septième à exercer cette fonction.

## Archevêque de Cardiff
| Archevêques de Cardiff | Archevêques de Cardiff | Archevêques de Cardiff                                                 |
| ---------------------- | ---------------------- | ---------------------------------------------------------------------- |
| 1916-20                | James Billsborrow      | auparavant évêque de Port-Louis à Maurice                              |
| 1921-39                | Francis Mostyn (en)    | auparavant évêque de Menevia                                           |
| 1940-61                | Michael McGrath        | auparavant évêque de Menevia                                           |
| 1961-83                | John Murphy            | auparavant évêque de Shrewsbury                                        |
| 1983-2001              | John Ward (en)         | auparavant évêque de Menevia                                           |
| 2001-10                | Peter Smith            | auparavant évêque d'Est Anglie ; en 2010 nommé archevêque de Southwark |
| 2011-22                | George Stack           | auparavant évêque auxiliaire de Westminster                            |
| 2022-24                | Mark O'Toole           | auparavant évêque de Plymouth : simultanément évêque de Menevia        |

## Archevêque de Cardiff-Menevia
| Archevêques de Cardiff-Menevia | Archevêques de Cardiff-Menevia | Archevêques de Cardiff-Menevia | 2024- | Mark O'Toole | auparavant archevêque de Cardiff et évêque de Menevia, premier archevêque de Cardiff-Menevia |

## Sources
- (en) Fiche sur l'archidiocèse de Cardiff sur le site Catholic Hierarchy